# Halfdan
Halvdan eller stavet Halfdan er et drengenavn. Navnet stammer fra olddansk "half" "dan", som betyder "halv dansker". Det kan måske også betyde "ham, som kun er dansk (konge) på mødrene side" [kilde mangler].
I 2018 hed omkring 515 danskere Halvdan eller Halfdan som første fornavn. Det er en stigning på 32 fra året før ifølge Danmarks Statistik. Brugen af Halfdan som fornavn har dog været i stigning efter 2002. Mindst 10 drenge fik navnet hvert af de efterfølgende år; i modsætning til f.eks. år 1990, hvor stort set ingen blev navngivet Halfdan.

## Kendte personer med navnet

### Fra nyere tid
- Halfdan E, dansk musiker, komponist og producent.
- Halfdan Hendriksen, dansk politiker og minister.
- Trygve Halvdan Lie, norsk politiker og generalsekretær for FN
- Halfdan Rasmussen, dansk digter
- Halfdan Pisket, dansk graphic novelforfatter

### Fra forhistorisk tid eller sagn
- Kong Halvdan (nogle er muligvis litterære figurer)
- Halvdan den Gamle (762? – 800?)
- Halvdan Snjalle (=Halfdan III `Snjalle' af Skåne?) (var bror til Erik Barn) (historisk yderst tvivlsom)
- Halfdan Hvitbein (søn af Olof Trätälja, Konge (i Vermaland) af Uplandene (Sverige))
- Halvdan Svarte (død ca. 860)
  - =? Halfdan `sorte' III jarl eller konge af Vestfod (809? – 864?)
- Halfdan den Milde (søn af kong Öystein Halfdansson)
- Halfdan Ragnarsson (levede muligvis på et tidspunkt mellem ca. 855-877)
- Kong Halvdan Bjerggram, Halfdan Berg-Gram Frodesson (levede muligvis ca. 700-782 - (650? – ?) )
- Kong Halvdan af vestfold og østfold (Gudrod Halfdansson (vestfold) Konge af Norge?) (levede muligvis til 810)
- Halfdan ' Guldtand' (måske 600-tallet)
- Halfdan `White shirt' konge af Dublin (? – 877? beslægtet med Ivar Benløs/Ingvar)
- Halfdan (Margrave) af Frisia (762 – 830?)
- Halfdan Frodason konge af Danmark (503? – ?) (Skjolding?)
- Halfdan (I) Frothisson af Danmark (? – 324?)
- Halfdan Gudrodsen (928? – 988?) ; Jarl af Odense
- Halfdan Guldtand af Sverige
- Halfdan (konge) af Hedeby (777? – 810)
- Halfdan Haroldsson (=Halvdan Snjalle?) (Jylland 590? – ?) konge af Roskilde (Danmark, Sverige)
- Halfdan Hringsson af Ringerik
- Halfdan II Midi 'gamle' Eysteinsson (762? – 800?) eller Halvdan II Oysteinsson konge i Vestfold.

## Eksterne kilder